# Dwight D. Eisenhower
Dwight David Eisenhower (Denison, 14. listopada 1890. – Washington, DC, 28. ožujka 1969.), američki general, političar i predsjednik.
U Drugom svjetskom ratu bio je pomoćnik načelnika Generalštaba, a u lipnju 1942. imenovan je zapovjednikom savezničkih snaga u Europi. Rukovodio je invazijom saveznika na sjevernu Afriku, iskrcavanjem na Siciliju, invazijom na Apeninski poluotok te invazijom na Normandiju, kao i operacijama na zapadu do sloma Trećeg Reicha. Od kraja 1950. bio je zapovjednik snaga Sjeverno-atlantskog pakta (NATO), a 1952. i 1956. izabran je za predsjednika SAD-a. Napisao je memoare "Rat za oslobođenje Europe" i "Od invazije do pobjede".

## Rani život i karijera
Dwight David Eisnehower je rođen u teksaškom gradu Denisonu, u obitelji koja potječe o njemačkih doseljenika u Ameriku. Kada je imao šest godina, roditelji su mu postali članovima Društva Kule Stražare, koje će kasnije postati poznatije pod imenom Jehovini svjedoci.
Eisenhowera je od vjere više zanimao sport, pa je na temelju dobrih sportskih rezultata u srednjoj školi stekao potrebne preporuke za upis na Vojnu akademiju u West Pointu godine 1911. Eisenhower je diplomirao godine 1915. te sljedećih nekoliko godina proveo po garnizonima u Teksasu i Georgiji. Godine 1916. se oženio Mamie Geneve Doud koja će mu roditi dva sina.
Kada je izbio prvi svjetski rat, Eisenhower je privremeno unaprijeđen u čin potpukovnika kako bi od 1918. mogao voditi novoformirani Tenkovski korpus SAD. Ta je jedinica u Pennsylvaniji obučavala tenkovske posade prije odlaska na frontu u Francuskoj. Eisenhower je bio oduševljen s novim oružjem, ali ga sam nije stigao primijeniti u praksi, jer je rat u međuvremenu završio. 
Eisenhower je vraćen u čin kapetana te je služio u garnizonima u Marylandu, a kasnije i u Zoni Panamskog kanala, gdje je bio pomoćnik tamošnjeg zapovjednika, generala Foxa Connera. Pod Connerovim utjecajem Eisenhower je postao sljedbenik ideja Carla von Clausewitza, a kasnije je pohađao i Generalštabnu školu u Fort Leavenworthu.
1920-ih i 1930-ih američka vojska je bila mala, slabo plaćena i zanemarivana od strane izolacionistički raspoloženih političara i javnosti. U to je doba Eisenhower uglavnom radio kao pomoćnik raznih ministara i generala. Na tim je položajima stekao ugled kao sposoban administrator i stožerni časnik. 1933. je imenovan pomoćnikom načelnika generalštaba Douglasa MacArthura, a njega je 1935. slijedio u Filipine gdje je služio kao vojni savjetnik tamošnje vlade.
Eisenhower je 1936. unaprijeđen u bojnika, a godine 1939., po povratku u SAD, i u potpukovnika. U rujnu 1941. je unaprijeđen u čin brigadnog generala i imenovan načelnikom štaba Treće armije u Texasu.

## Ratna karijera
Nakon japanskog napada na Pearl Harbor i ulaska SAD u drugi svjetski rat, Eisenhower je u prosincu 1941. doveden u Washington kako bi u Glavnom stožeru planirao ratne operacije protiv Japana i Njemačke. Tamo je ostavio snažan utisak na načelnika Glavnog stožera Georgea C. Marshalla, koji ga je odlučio preporučiti za najviše zapovjedne položaje usprkos nedostatka bilo kakvog ratnog iskustva.
U lipnju 1942. Eisenhower je imenovan zapovjednikom svih američkih snaga u Europi te je doputovao u London, gdje će mu biti štab.
Kada je donesena odluka da se savezničke snage iskrcaju u Sjeverozapadnoj Africi, Eisenhower je imenovan vrhovnim zapovjednikom svih savezničkih snaga na tom ratištu. Nakon uspjeha operacije "Baklja" (eng. Torch), Eisenhower je u veljači 1943. pod svoje zapovjedništvo preuzeo i britansku Osmu armiju generala Montgomeryja te rukovodio operacijama za uništenje snaga Osovine u Tunisu. Nakon toga je pod njegovim vodstvom izvršeno iskrcavanje na Siciliju, a potom i na talijansko kopno.
U prosincu 1943. je Eisenhower imenovan zapovjednikom svih savezničkih snaga u Europi te se sljedećih nekoliko mjeseci posvetio konačnom planiranju i pripremama za normandijski desant - jednu od najsloženijih ratnih operacija u povijesti.  Upravo je on donio odluku da se desant izvrši 6. lipnja 1944. Nakon uspješnog iskrcavanja savezničkih snaga u Francuskoj rukovodio je operacijama kojima su njemačke snage istjerane iz Zapadne Europe to konačno prisiljene na kapitulaciju 8. svibnja 1945.
Eisenhower nikada nije imao prilike iskazati osobnu hrabrost, a većina drži da nije bio ni naročito nadahnut vojni zapovjednik. Međutim, uživao je veliku popularnost među svojim potčinjenima, a pokazao je, za prirodu svog posla daleko važnije - diplomatske sposobnosti, temeljem kojih su ogromni vojni resursi pod njegovim zapovjedništvom izvojevali pobjedu, usprkos uplitanja često suprotstavljenih političara kao što su Churchill i De Gaulle, odnosno nezdravog suparništva potčinjenih mu generala kao Montgomery i Patton.

## Poratna karijera
Eisenhower je nakon završetka neprijateljstava imenovan zapovjednikom američkih okupacijskih snaga u Njemačkoj, te je bio de facto jedina vlast u američkoj okupacijskoj zoni sa sjedištem u Frankfurtu. Kada su američke snage otkrile postojanje i pravu svrhu nacističkih sabirnih logora, Eisenhower je, zgrožen tim otkrićem, naredio da se u njih dovedu filmske kamere i dokumentiraju tragovi ratnih zločina. Eisenhoweru zbog toga također pripisuju nedostatak brige o njemačkim ratnim zarobljenicima, zbog kojih veliki broj njih umro od gladi i bolesti.
Godine 1945. Eisenhower se vratio u SAD kako bi postao načelnik generalštaba SAD. Na tom je mjestu ostao do 1948., a nakon što je osnovan NATO pakt, Eisenhower je u prosincu 1950. postao zapovjednikom njegovih snaga.
U to je doba Eisenhower služio i kao gostujući predavač na Univerzitetu Columbia u New Yorku, te napisao knjigu Crusade in Europe, koja se smatra jednim od najboljih vojnih memoara u povijesti. 
Kao ratnog heroja i jednog od najpopularnijih ličnosti svog doba, Eisenhowera su počeli obilaziti predstavnici Demokratske i Republikanske stranke kako bi ga nagovorili da se kandidira za predsjednika SAD. Iako je Eisenhower cijenio predsjednika Roosevelta i njegov New Deal, isto kao i njegovog nasljednika Trumana, držao je kako su SAD pod dvadeset godina demokratske administracije previše skrenule ulijevo, odnosno kako se mora uspostaviti ravnoteža izborom republikanskog predsjednika. Zbog toga je pred izbore 1952. godine podnio ostavku na vojne dužnosti i javno podržao republikance.
Liberalna frakcija republikanaca je, pak, bila uplašena da bi njihova stranka mogla otići previše udesno ako predsjednički kandidat postane utjecajni konzervativni senator Robert A. Taft. Eisenhoweru je, pak, kod Tafta smetao njegov izolacionizam. Zato je spremno prihvatio ponudu liberalnih republikanaca da se pod njihovom paskom natječe za predsjedničku nominaciju. Na kraju je s Taftom postignut kompromis, prema kome je Eisenhower dobio nominaciju i mandat da nakon eventualne pobjede nastavi voditi aktivnu politiku SAD u svijetu, dok se u unutrašnjim pitanjima morao ravnati po konzervativnim načelima.
Demokrati, demoralizirani odlukom Harryja Trumana da se ne natječe, kao i nizom korupcijskih skandala, su za kandidata nominirali Adlaia Stevensona, liberalnog guvernera države Illinois. Tokom kampanje kojom su dominirali hladni rat, nezavršeni sukob u Koreji i antikomunistička histerija senatora McCarthyja, Eisenhower je vješto koristio kako svoju ogromnu popularnost tako i novi mediji televizije. Jedina stvar koja je mogla naškoditi Eisenhoweru bila je kontroverza vezana uz njegovog potpredsjedničkog kandidata Richarda Nixona. Međutim, Nixon se vješto iz nje izvukao, te je Eisenhower glatko izvukao jednu od najuvjerljivijih pobjeda u povijesti američkih predsjedničkih izbora.

## Predsjednik Eisenhower
Eisenhower je svoj mandat započeo u skladu s imageom gorljivog antikomunista, stvorenog u izbornoj kampanji. Za državnog sekretara je imenovao Johna Fostera Dullesa, jastreba i tvorca doktrine prema kojoj SAD ne samo da su imale dužnost svim sredstvima zaustaviti širenje komunizma po svijetu, nego obarati već postojeće komunističke države. 
Međutim, iako je Eisenhower deklarativno podržavao ovu radikalnu retoriku, u praksi je, prije svega motiviran svojim ratnim iskustvima, bio nesklon potezima koji bi mogli eskalirati u otvoreni oružani sukob. Godine 1953. je, koristeći smrt Staljina, isposlovao primirje kojim je završen korejski rat.
Umjesto obaranja i suprotstavljanja komunizmu putem oružane sile, Eisenhower je preferirao diplomaciju, kao i tajne operacije CIA-e. Tako su SAD, po uzoru na NATO, stvorile Bagdadski pakt, SEATO, ANZUS a u okviru tog sistema je kraće vrijeme bila i Titova Jugoslavija kao članica novog Balkanskog pakta.
Politika korištenja CIA-e je također imala uspjeha - 1953. je pučem u njenoj organizacijisrušen iranski nacionalistički premijer Mossadeq i instaliran pro-američki raspoloženi šah Mohammad Reza Pahlavi. Godinu dana kasnije u Gvatemali je CIA uspješno srušila ljevičarski režim predsjednika Arbenza. 
Iste je godine nakon poraza Francuza u bitci kod Dien Bien Phua američka diplomacija spriječila da Vijetnam postane nezavisna država pod dominacijom Ho Chi Minha. Umjesto toga je država podijeljena, a južni dio, poznat kao Republika Vijetnam, postao je vjerni američki saveznik.
Eisenhower se nije toliko zanimao za unutrašnju politiku, iako se na početku mandata diskretno suprotstavio senatoru McCarthyju i iz sjene orkestrirao kraj njegove političke karijere, držeći ga opasnošću za američku demokraciju i ugled u svijetu. 
Godine 1954. Eisenhower je, inspiriran Autobahnovima koje je bio vidio u Njemačkoj, uspio ishoditi zakone kojima je u SAD za nekoliko godina sagrađen prvi sveobuhvatni sistem autocesta.
U jesen 1956. godine, dok se Eisenhower oporavljao od srčanog udara i po drugi put natjecao za predsjednika, jedna za drugom su izbile sueska kriza te antikomunistička pobuna u Mađarskoj. Eisenhower je u oba slučaja nastojao smiriti tenzije - Britance i Francuze je ekonomskim pritiskom natjerao da se povuku iz Sueza, a mađarskim pobunjenicima odbio pružiti pomoć nakon sovjetske prijetnje nuklearnom odmazdom. 
Iste je godine Eisenhower na izborima za predsjednika ponovno potukao Stevensona s impresivnom većinom glasova. Njegov drugi mandat je bio obilježen nastojanjima da se smiri hladni rat, ili barem stvore mehanizmi kojima bi se trajno spriječila njegova eskalacija u otvoreni oružani sukob. Sa SSSR-om su vođeni pregovori o razoružanju, a sovjetski vođa Nikita Hruščov je na Eisenhowerov poziv 1959. godine posjetio SAD. Uzvratni Eisenhowerov posjet Moskvi je, međutim, otkazan zbog afere sa špijunskim avionom U-2. 
Hladni rat je, usprkos Eisenhowerovih napora, eskalirao. Sovjetsko lansiranje Sputnjika 1957. je protumačeno kao sovjetska prijetnja, ali i kao povod da se sljedeće godine osnuje NASA i započne svemirska utrka između dvije supersile. Godine 1959. je na Kubi revolucijom na vlast došao Fidel Castro i tako u neposrednom susjedstvu Amerike stvorio režim blizak SSSR-u.
Na unutrašnjem planu je drugi Eisenhowerov mandat bio obilježen društvenim nemirima koje je izazvao pokret za građanska prava crnaca. Iako Eisenhower taj pokret nije podržavao, nije mu se ni suprotstavljao. Kada su se vlasti južnjačkih država pokušati oduprijeti presudama Vrhovnog suda kojima je ukinuta rasna segregacija u školama, Eisenhower je na njih 1957. godine poslao vojsku kako bi se neometano održavala nastava. 
Prije nego što je Eisenhower postao predsjednik, donesene su odredbe Ustava kojim je jednoj osobi dozvoljeno vršiti samo dva predsjednička mandata. Zato je Eisenhower 1960. godine bio prisiljen pripremati se za odlazak iz Bijele kuće, odnosno na izborima podržati svog potpredsjednika Nixona. 
Nakon što je za predsjednika izabran Kennedy, Eisenhower se početkom 1961. posljednji put iz Bijele kuće obratio naciji, pri čemu je ostala upamćena njegova tvrdnja kako SAD-u prijeti vojno-industrijski kompleks. 

## Eisenhowerovo naslijeđe
Nakon odlaska iz Bijele kuće Eisenhower se sa suprugom povukao na farmu u blizini Gettysburga. Nije se u potpunosti odrekao politike te je godine 1964. sudjelovao na republikanskoj izbornoj konvenciji.
Umro je u bolnici Walter Reed nakon duge i teške bolesti u dobi od 78 godina.
Eisenhower je u to doba i nekoliko desetljeća nakon smrti imao reputaciju lošeg ili barem osrednjeg predsjednika. Danas su američki povjesničari, pak, daleko skloniji Eisenhowera proglašavati daleko boljim predsjednikom od mnogih svojih prethodnika i nasljednika.
Eisenhowerova administracija je bila uglavnom lišena skandala, a sam Eisenhower se pokazao kao odgovoran državnik, neopterećen stranačkim prepucavanjem, te uspješan državnik koji je u najosjetljivijem trenutku očuvao svjetski mir. U samom SAD-u su Eisnenhowerove godine, usprkos kraćih recesija, ostale upamćene kao doba velikog ekonomskog buma i nezampaćenog prosperiteta koji je širokim masama omogućio da uživaju u dotada nezamislivim blagodatima potrošačkog društva. 
Mnogi drže da je upravo to razlog Eisenhowerove podcijenjenosti, jer su percepciju o njemu stvorili baby boomeri, prva generacija odrasla u takvom društvu i nesvjesna svega onoga što mu je prethodilo. Eisenhower je također bio zasjenjen kultom koji je stvoren oko njegovog mladog nasljednika Johna F. Kennedyja. 